# Minamoto no Tsunenobu
Minamoto no Tsunenobu (源経信?   1016 - 20 de febrero de 1097) fue un poeta y cortesano japonés que vivió en la segunda mitad de la era Heian. Su padre fue Minamoto no Michikata y su madre fue la hija de Minamoto no Kunimori; tuvo como hijos a Minamoto no Toshiyori y a Minamoto no Mototsuna.
En 1062 fue nombrado Uchūben y poco después como Kurōdonotō, en 1067 se convirtió en Sangi. En 1068 tuvo un puesto gubernamental en la provincia de Iyo y en 1069 fue promovido a Jusanmi y en 1071 como Shōsanmi; en 1072 fue ascendido a Sadaiben, fue nombrado a un puesto administrativo en la provincia de Harima en 1073 y fue promovido a Gonchūnagon en 1075. En 1077 alcanzó el título de Shōnii y en 1083 fue promovido a Gondainagon, alcanzando el grado de Dainagon en 1091. Hacia 1094 fue nombrado como Dazai no Gon no Sochi y al año siguiente abandonó la capital rumbo a la isla de Kyushu para cumplir dicho cargo. Hacia 1097 fallecería a los 82 años siendo un Dazaifu.
Fue conocido por tener buenas habilidades sobre la poesía y la música de orquesta y era un experto en el yūsokukojitsu, una práctica usada exclusivamente en la Corte; también participó en varios concursos de waka. Algunos de sus poemas fueron incluidos en la antología Goshūi Wakashū, obra que participó de manera indirecta; también escribió algunas críticas como el Goshūi Mondō (後拾遺問答?) y el Nan Goshūi (難後拾遺?). Hizo una compilación personal de poemas en el Tsunenobu-shū (経宣集?) y un diario llamado Uchiki (帥記?). Uno de sus poemas fue incluido en el Ogura Hyakunin Isshu.